# Вишневчик (Тернопольская область)
Вишневчик (укр. Вишнівчик) — село в Золотниковской сельской общине Тернопольского района Тернопольской области Украины.
До 2020 года входило в Теребовлянский район.
Население по переписи 2001 года составляло 627 человек. Занимает площадь 3,216 км². Почтовый индекс — 48142. Телефонный код — 3551.

## История
- 1564 год — первое письменное упоминание.
- 1602 год — получил Магдебургское право.
- 15 февраля 1858 года в тернопольском Вышневчике родилась всемирно известная оперная певица Марчелла Зембрих (Marcella Sembrich), урождённая Пракседа Марцелина Коханьска (Marcelina Prakseda Kochańska).

## География
Расположен в западной части района на берегу речки Стрыпа.